# Lorenzo Da Ponte (vescovo)
Lorenzo Da Ponte (Venezia, 3 settembre 1695 – Ceneda, 9 luglio 1768) è stato un vescovo cattolico italiano.

## Biografia
Nacque a Venezia dalla famiglia patrizia dei Da Ponte, che aveva dato alla Repubblica un doge.
Ordinato sacerdote il 7 settembre 1721, fu nominato vescovo di Ceneda il 14 dicembre 1739, ricevendo la consacrazione episcopale il 20 dicembre successivo dalle mani del cardinale Annibale Albani. In questa veste il 29 giugno 1763 amministrò il battesimo ai Conegliano, famiglia ebrea cenedese: tra i catecumeni vi era Emanuele Conegliano, che, seguendo l'usanza dell'epoca, prese il nome e il cognome del proprio battezzante, divenendo successivamente un celeberrimo poeta e librettista.
Celebrò il sinodo diocesano e ne pubblicò le costituzioni.
Morì a Ceneda il 9 luglio 1768, all'età di 72 anni.

## Genealogia episcopale
La genealogia episcopale è:
- Cardinale Scipione Rebiba
- Cardinale Giulio Antonio Santori
- Cardinale Girolamo Bernerio, O.P.
- Arcivescovo Galeazzo Sanvitale
- Cardinale Ludovico Ludovisi
- Cardinale Luigi Caetani
- Cardinale Ulderico Carpegna
- Cardinale Paluzzo Paluzzi Altieri degli Albertoni
- Cardinale Gasparo Carpegna
- Cardinale Fabrizio Paolucci
- Cardinale Francesco Barberini
- Cardinale Annibale Albani
- Vescovo Lorenzo Da Ponte